# Culture de Baalberge
La culture de Baalberge (en allemand : Baalberger Kultur, également Baalberge-Kultur) ou style de céramique de Baalberge (Baalberger Keramikstil) est le nom moderne donné à une culture matérielle du Néolithique final, attestée sur une aire de répartition correspondant au centre de l'Allemagne actuelle. Elle doit son nom au site sur lequel elle fut la première fois documentée, le tumulus du Schneiderberg à Baalberge, situé dans l'arrondissement du Salzland en Saxe-Anhalt. Il s'agit du plus ancien groupe de la culture des vases à entonnoir (aussi appelée « TRB », sigle signifiant Trichterbecherkultur). Il s'agit du style de vases à entonnoirs le plus fréquent dans la région pour la période. 

## Position au sein de la chronologie du Néolithique européen
Le style de Baalberge s'est probablement développé à partir des formes issues de la toute première phase de la culture des vases à entonnoir, aussi appelée TRB-MES I (MES = Mittelelbe-Saale ; 4100-3800 av. J.-C.), innovant sous l'influence de courants du sud-est et de l'ouest (culture de Michelsberg et culture de Lengyel tardive ou Spätlengyelkultur).
Le style céramique de Baalberge date à proprement parler des années 3800 à 3400 av. J.-C. et appartient aux phases centrales des vases à entonnoir, à savoir TRB-MES II (phase située entre 3800 et 3500 av. J.-C.) et TRB-MES III (entre 3500 et 3350 avant J.-C.). 
Initialement désignée comme appartenant à la culture de Bernburg (TRB-MES V), le style de Baalberge a été distinctement séparé et identifié comme tel par Nils Niklasson et Paul Kupka, qui englobe les productions appartenant à la culture de Baalberge sous le terme de « poterie des maisons sur pilotis d'Allemagne centrale » (mitteldeutsche Pfahlbaukeramik).
Selon les archéologues, la fin de ce style est la conséquence d'une évolution des groupes néolithiques de la région, évoluant vers une société plus complexe vers 3350 av. J.-C. au cours de ce qui est conventionnellement désigné comme phase TRB-MES IV, caractérisée par de nouveaux styles décoratifs (appelés groupe Salzmünd et culture de Walternienburg-Bernburg).

## Description générale du style
Le style de Baalberge est en grande partie composé de vases biconiques à anses, souvent non décorés, comportant un col, un épaulement massif, et une panse clairement définis. De profil sub-globulaire à bulbeux, ces vases ont un fond plat dans la continuité directe de la panse. Certaines poteries portent des motifs incisés et estampés autour du col et de l'épaule du vase. Le contexte majeur de découverte de ces vases est le contexte funéraire. La pâte, de cuisson très imparfaite et hétérogène comme cela est courant à l'époque, est d'aspect extérieur gris-brun. Dans la masse, les tessons révèlent une argile gris foncé à noire, indiquant une cuisson dans une atmosphère réductrice peu contrôlée. Les vases les plus fréquents sont des amphores à deux ou quatre anses (parfois plus), des cruches et pichets mono-ansés à bec trilobé, ainsi que des coupes estampées, des bols à pieds à larges lèvres, des bols carénés. Enfin, on trouve les vases à entonnoir à proprement parler, estampés de décors.
Outre la vaisselle en céramique, la culture du Baalberge livre de nombreux outils : louches et cuillères en terre cuite, outils lithiques (haches courtes à Köthen et à Wolfenbüttel, hachettes en pierre, herminettes en silex, pointes de flèche à pédoncule (attestées à Quenstedt et Hettstedt), des couteaux. Les rares découvertes métalliques associées à la culture Baalberge sont parmi les plus anciennes du Néolithique allemand central.

## Distribution spatiale

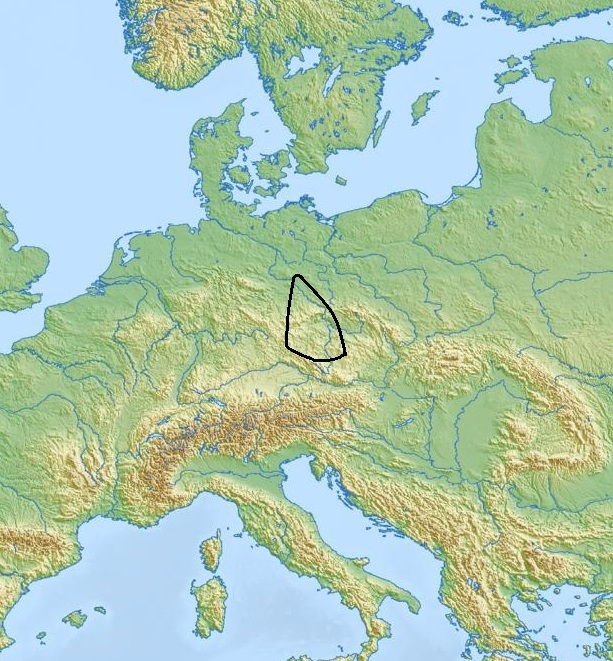
Carte de distribution du groupe de Baalberge

La principale zone de distribution est la région Elbe moyenne-Saale, qui donne son nom à la nomenclature chronologique employée par les archéologiques (« MES »). D'autres découvertes ont été réalisées dans le Mecklembourg, en Poméranie occidentale, ainsi que dans le Brandebourg. Une variante locale est également attestée en Bohême, avec de nombreuses attestations ponctuelles, sur une zone allant de la Bohême à la Basse-Autriche.

## Éléments de civilisation

### Habitat
Les habitats correspondant à cette culture matérielle sont peu connus, à l'inverse des sépultures qui constituent la majeure partie de la documentation. La documentation archéologique à leur sujet se limite à des fosses dépotoirs contenant des matériaux résiduels de l'industrie lithique et osseuse, associés à des aires de foyers et des trous de poteaux supportant l'armature de maisons familiales dans des établissements plutôt étendus. Ces habitats sont documentés sur les sites de Braunsdorf et de Merseburg.
Les maisons sont de plan rectangulaire ou carré et de taille moyenne. Les abris, plus rudimentaires, sont rectangulaires ou ovales. D'autres fosses associés à ces habitats ont quant à elles des fonctions de stockage du grain, ainsi que le dépôt de reliefs animaliers interprétés comme les restes de pratiques sacrificielles.

### Économie
Les vestiges archéologiques (silos, zones de stockage, outils de traitement des cultures et des viandes, restes carpologiques et fauniques) associés aux vases du style de Baalberge indiquent une pratique de l'agriculture céréalière (engrain, amidonnier, blé nain, orge) et celle de l'élevage de bovidés, ovi-caprinés, et de suidés.

### Tombes et pratiques funéraires
Les tombes constituent la majeure partie de la documentation de la culture de Baalberge ; elles sont pour la plupart individuelles, comme c'est le cas dans la grande nécropole de Zauschwitz à Borna. Les fouilles ont aussi permis de documenter des tombes doubles et des sépultures multiples, par exemple à Schalkenburg. 
En plus de simples tombes en pleine terre dans des fosses carrées ou trapézoïdales, des monuments funéraires plus imposants font leur apparition au cours de la période, avec notamment les premières tombes à tumulus du centre de l'Allemagne. La culture de Baalberge est ainsi la première culture d'Europe continentale dans laquelle les rites funéraires peuvent donner naissance à de vastes complexes funéraires, formés d'enceintes à fossés et talus. Cette période est aussi celle d'un nouvel usage dans la région, avec l'apparition du conteneur funéraire : tels que des cistes en pierre, des cercueils en bois, voire l'usage de pierre et de bois ensemble dans la même tombe.
Les tombes à tumulus renferment pour la plupart des cistes en terre et en pierre en guise de dépôt principal. La pratique privilégiée est l'inhumation, les corps étant presque toujours disposés selon une orientation ouest-est, en latérocubitus fléchi sur le côté droit. En 1966, J. Preuß a recensé 116 complexes funéraires associés au style céramique de Baalberge dans la zone du centre de l'Allemagne. 
En guise de mobilier funéraire, on trouve dans les sépultures des dépôts de céramique destinées à la boisson et au repas, ainsi que des éléments de parures vestimentaires, attestant d'une forme de viatique du mort destiné à lui assurer une nourriture dans un éventuel au-delà.

### Pratiques rituelles
Les contextes cultuels et gestes religieux des groupes humains associés à cette culture matérielle sont extrêmement lacunaires et complexes à interpréter. Ils se composent pour l'essentiel de restes d'incinération, composés de squelettes d'humains et d'animaux, comme c'est le cas pour une des fosses fouillées à Melchendorf à Erfurt. À Wansleben à Eilsleben, un crâne humain déposé entre deux plaques de grès et sous une plaque recouverte de cornes de bovins témoigne de la pratique du dépôt de crâne, sans que la compréhension des intentions et significations de ce type de gestes soit clairement fixée.

## Génétique et populations
Les études génétiques tendent à indiquer que les populations de la culture des vases à entonnoir sont possiblement issues d'un mélange entre des groupes de chasseurs-cueilleurs mésolithiques et des groupes d’agriculteurs néolithiques issus des vagues de peuplement du Néolithique danubien. Le groupe allemand de Baalberge, ainsi que des individus du groupe Blätterhöhle, montrent une augmentation marquée de cette ascendance chasseur-cueilleur (WHG). Cette augmentation de l'ascendance WHG peut atteindre jusqu'à 21,3 ± 1,5% dans le complexe de Baalberge.